# Nicolás Rodríguez Petrini
Nicolás Rodríguez Petrini (Montevideo, Uruguay; 20 de agosto de 1998) es un futbolista uruguayo. Juega de defensa central y su equipo actual es el Deportivo Binacional de la Primera División de Perú.

## Selección nacional

### Juveniles
Nicolás ha defendido a la selección de Uruguay en las categorías juveniles sub-15, sub-17, sub-18 y sub-20.
Comenzó a defender la Celeste en la sub-15, debutó el 20 de octubre del 2013 en un partido amistoso contra Paraguay y ganaron 1 a 0.
Fue convocado para jugar en el Sudamericano Sub-15 del 2013, disputó 1 partido pero Uruguay quedó eliminado en primera ronda.
En el 2014 comenzó el proceso de la selección sub-17 a cargo de Santiago Ostolaza.
Viajó a Francia para jugar el Torneo Limoges, contra las selecciones sub-18 de Ucrania, Francia y Canadá en carácter amistoso.
Jugó los 3 partidos del cuadrangular. A pesar de que Uruguay disputó el torneo con la sub-17, salió campeón con 5 puntos.
Fue incluido en la lista definitiva para jugar el Sudamericano Sub-17 en Paraguay. Debutó en el certamen continental el 6 de marzo de 2015, en el primer partido de la fase de grupos ante Bolivia, convirtió 2 goles  de cabeza y ganaron 4 a 1. El segundo partido fue contra el clásico rival, Argentina, el marcador se abrió al minuto 5 con un remate desde afuera del área de Federico Valverde, luego en el minuto 63 Tomás Conechny anotó el 1 a 1 para la albiceleste, pero sobre el final le hicieron un penal a Nicolás Schiappacasse y nuevamente su compañero Valverde lo transformó en gol al minuto 76, ganaron 2 a 1. Finalizaron en quinto lugar y no clasificaron al Mundial Sub-17. Tiempo después se supo que Ecuador había disputado encuentros con jugadores mayores de 17 años.
El 16 de abril de 2015, fue citado por Alejandro Garay, para defender a Uruguay sub-18 en el Torneo Internacional Sub-18 Suwon JS 2015 en Corea del Sur.
Debutó con la Celeste sub-18 el 1 de mayo utilizando el dorsal número 14, se enfrentó como titular a Francia y ganaron 2 a 1. El siguiente encuentro fue contra Bélgica pero perdieron 2 a 0, Nicolás fue el capitán de la selección. Los belgas finalizaron con 5 puntos y ganaron el torneo.
El 17 de junio fue convocado, nuevamente por Garay, para viajar a Estados Unidos y defender nuevamente a Uruguay sub-18, en un torneo cuadrangular amistoso en Los Ángeles. El primer partido fue contra el anfitrión, Estados Unidos, Uruguay dominó todo el encuentro y ganaron 2 a 1. En el segundo partido, se enfrentaron a Tijuana sub-20, un club, armado y con ventaja de edad, a pesar de eso empataron 1 a 1. El partido final, contra República Checa, fue un encuentro parejo en el que derrotaron 1 a 0 a los europeos y se coronaron campeones del cuadrangular. Nicolás fue titular en cada partido y utilizó el dorsal número 13.
El 1 de octubre fue convocado por Fabián Coito, para comenzar el proceso de la selección que disputará el Campeonato Sudamericano Sub-20 de 2017 en Ecuador.
Jugó contra la selección sub-17 de Rusia el 12 de octubre, en el Estadio Luis Franzini. Ingresó en los minutos finales, utilizó el dorsal número 4 y ganaron por 2 goles a 1 luego de comenzar en desventaja.
En la primera convocatoria del año, que se realizó el 2 de marzo del 2016, fue considerado por Coito para entrenar con la sub-20, junto a sus compañeros de club Rodrigo Amaral, Mathías Olivera y Agustín González.
El primer amistoso de práctica del año, se enfrentaron a Boston River, Uruguay perdió 1 a 0 en los primeros 45 minutos, pero para el segundo tiempo el entrenador cambió todo el equipo y ese tiempo finalizó 1 a 1. Nicolás no tuvo minutos debido a un corte en su boca.
El 17 de marzo, fue llamado para jugar dos partidos amistosos internacionales en Asunción.
Debutó con la sub-20 el 24 de marzo, fue titular contra Paraguay y empataron 2 a 2, utilizó la camiseta número 3.
El 12 de diciembre de 2016, fue convocado por Fabián Coito para entrenar en el complejo AUF, junto a otros 27 futbolistas. Fue confirmado en la lista definitiva el 29 de diciembre, para jugar el Campeonato Sudamericano Sub-20.

### Participaciones en juveniles
| Competición                                    | Sede           | Resultado     | Partidos | Goles |
| ---------------------------------------------- | -------------- | ------------- | -------- | ----- |
| Campeonato Sudamericano Sub-15 de 2013         | Bolivia        | Primera fase  | 1        | 0     |
| Torneo Limoges Sub-18 de 2015                  | Francia        | Campeón       | 3        | 0     |
| Campeonato Sudamericano Sub-17 de 2015         | Paraguay       | Quinto puesto | 9        | 2     |
| Suwon JS Cup Sub-18 de 2015                    | Corea del Sur  | Cuarto puesto | 2        | 0     |
| NTC Invitational Tournament Sub-18 de 2015     | Estados Unidos | Campeón       | 2        | 0     |
| Torneo Cuatro Naciones Sub-19 de 2016          | Catar          | Subcampeón    | 2        | 0     |
| Copa Ciudad de la Independencia Sub-19 de 2016 | Chile          | Tercer puesto | 2        | 0     |
| Campeonato Sudamericano Sub-20 de 2017         | Ecuador        | Campeón       | 1        | 0     |

### Detalles de partidos
| Con Uruguay Sub-15 | Con Uruguay Sub-15 | Con Uruguay Sub-15 | Con Uruguay Sub-15      | Con Uruguay Sub-15   | Con Uruguay Sub-15                     | Con Uruguay Sub-15 | Con Uruguay Sub-15 | Con Uruguay Sub-15 | Con Uruguay Sub-15 |
| N°                 | Rival              | Resultado          | Fecha                   | Lugar                | Competencia                            | Goles              | Asistencias        | Ref.               |                    |
| ------------------ | ------------------ | ------------------ | ----------------------- | -------------------- | -------------------------------------- | ------------------ | ------------------ | ------------------ | ------------------ |
| 1                  | Paraguay           | 0:1 (0:0)          | 20 de octubre de 2013   | Asunción Paraguay    | Amistoso                               | -                  | -                  | 1                  |                    |
| 2                  | Paraguay           | 2:2 (0:0)          | 20 de octubre de 2013   | Asunción Paraguay    | Amistoso                               | -                  | -                  | 2                  |                    |
| 3                  | Paraguay           | 3:2 (0:0)          | 29 de octubre de 2013   | Montevideo · Uruguay | Amistoso                               | -                  | -                  | 3                  |                    |
| 4                  | Paraguay           | 1:2 (0:0)          | 31 de octubre de 2013   | Montevideo · Uruguay | Amistoso                               | -                  | -                  | 4                  |                    |
| 5                  | Venezuela          | 4:2 (1:1)          | 23 de noviembre de 2013 | Santa Cruz · Bolivia | Campeonato Sudamericano Fase de grupos | -                  | -                  | 5                  |                    |

| Con Uruguay Sub-17 | Con Uruguay Sub-17 | Con Uruguay Sub-17 | Con Uruguay Sub-17       | Con Uruguay Sub-17   | Con Uruguay Sub-17                      | Con Uruguay Sub-17 | Con Uruguay Sub-17 | Con Uruguay Sub-17                                          | Con Uruguay Sub-17 |
| N°                 | Rival              | Resultado          | Fecha                    | Lugar                | Competencia                             | Goles              | Asistencias        | Ref.                                                        |                    |
| ------------------ | ------------------ | ------------------ | ------------------------ | -------------------- | --------------------------------------- | ------------------ | ------------------ | ----------------------------------------------------------- | ------------------ |
| 1                  | Paraguay           | 3:0 (0:0)          | 13 de mayo de 2014       | Asunción Paraguay    | Amistoso                                | -                  | -                  | 1                                                           |                    |
| 2                  | Paraguay           | 2:0 (1:0)          | 15 de mayo de 2014       | Asunción Paraguay    | Amistoso                                | -                  | -                  | 2                                                           |                    |
| 3                  | Paraguay           | 1:2 (0:1)          | 30 de mayo de 2014       | Montevideo · Uruguay | Amistoso                                | -                  | -                  | 3 Archivado el 10 de septiembre de 2014 en Wayback Machine. |                    |
| 4                  | Chile              | 2:1 (1:1)          | 9 de septiembre de 2014  | Curicó · Chile       | Amistoso                                | 67'                | -                  | 4                                                           |                    |
| 5                  | Chile              | 2:1 (1:0)          | 11 de septiembre de 2014 | Santiago · Chile     | Amistoso                                | -                  | -                  | 5                                                           |                    |
| 6                  | Perú               | 5:0 (2:0)          | 23 de septiembre de 2014 | Lima · Perú          | Amistoso                                | -                  | -                  | 6                                                           |                    |
| 7                  | Perú               | 3:0 (3:0)          | 25 de septiembre de 2014 | Lima · Perú          | Amistoso                                | -                  | -                  | 7                                                           |                    |
| 8                  | Ucrania            | 2:2 (1:1)          | 8 de octubre de 2014     | Limoges Francia      | Amistoso Torneo Limoges                 | -                  | -                  | 8                                                           |                    |
| 9                  | Francia            | 3:1 (2:0)          | 10 de octubre de 2014    | Limoges Francia      | Torneo Limoges                          | -                  | -                  | 9                                                           |                    |
| 10                 | Canadá             | 1:1 (1:1)          | 12 de octubre de 2014    | Limoges Francia      | Amistoso Torneo Limoges                 | -                  | -                  | 10                                                          |                    |
| 11                 | Perú               | 3:0 (2:0)          | 30 de octubre de 2014    | Montevideo · Uruguay | Amistoso                                | -                  | -                  | 11                                                          |                    |
| 12                 | Perú               | 4:1 (3:1)          | 1 de noviembre de 2014   | Montevideo · Uruguay | Amistoso                                | -                  | -                  | 12                                                          |                    |
| 13                 | Argentina          | 2:0 (1:0)          | 25 de noviembre de 2014  | Montevideo · Uruguay | Amistoso                                | 62'                | -                  | 13                                                          |                    |
| 14                 | Argentina          | 0:0                | 27 de noviembre de 2014  | Montevideo · Uruguay | Amistoso                                | -                  | -                  | 14                                                          |                    |
| 15                 | Argentina          | 2:2 (1:1)          | 9 de diciembre de 2014   | Ezeiza Argentina     | Amistoso                                | -                  | -                  | 15                                                          |                    |
| 16                 | Argentina          | 1:2 (0:1)          | 11 de diciembre de 2014  | Ezeiza Argentina     | Amistoso                                | -                  | -                  | 16                                                          |                    |
| 17                 | Bolivia            | 4:1 (1:0)          | 6 de marzo de 2015       | Asunción Paraguay    | Campeonato Sudamericano Fase de grupos  | 72', 84'           | -                  | 17                                                          |                    |
| 18                 | Argentina          | 2:1 (1:0)          | 8 de marzo de 2015       | Luque Paraguay       | Campeonato Sudamericano Fase de grupos  | -                  | -                  | 18                                                          |                    |
| 19                 | Chile              | 4:1 (2:0)          | 12 de marzo de 2015      | Capiatá Paraguay     | Campeonato Sudamericano Fase de grupos  | -                  | -                  | 19                                                          |                    |
| 20                 | Ecuador            | 1:0 (0:0)          | 14 de marzo de 2015      | Capiatá Paraguay     | Campeonato Sudamericano Fase de grupos  | -                  | -                  | 20                                                          |                    |
| 21                 | Ecuador            | 0:1 (0:1)          | 17 de marzo de 2015      | Luque Paraguay       | Campeonato Sudamericano Hexagonal final | -                  | -                  | 21                                                          |                    |
| 22                 | Colombia           | 1:0 (0:0)          | 20 de marzo de 2015      | Asunción Paraguay    | Campeonato Sudamericano Hexagonal final | -                  | -                  | 22                                                          |                    |
| 23                 | Brasil             | 2:3 (0:1)          | 23 de marzo de 2015      | Capiatá Paraguay     | Campeonato Sudamericano Hexagonal final | -                  | -                  | 23                                                          |                    |
| 24                 | Argentina          | 2:1 (2:0)          | 26 de marzo de 2015      | Asunción Paraguay    | Campeonato Sudamericano Hexagonal final | -                  | -                  | 24                                                          |                    |
| 25                 | Paraguay           | 1:2 (0:1)          | 29 de marzo de 2015      | Luque Paraguay       | Campeonato Sudamericano Hexagonal final | -                  | -                  | 25                                                          |                    |

| Con Uruguay Sub-18 | Con Uruguay Sub-18 | Con Uruguay Sub-18 | Con Uruguay Sub-18  | Con Uruguay Sub-18    | Con Uruguay Sub-18                   | Con Uruguay Sub-18 | Con Uruguay Sub-18 | Con Uruguay Sub-18                                    | Con Uruguay Sub-18 |
| N°                 | Rival              | Resultado          | Fecha               | Lugar                 | Competencia                          | Goles              | Asistencias        | Ref.                                                  |                    |
| ------------------ | ------------------ | ------------------ | ------------------- | --------------------- | ------------------------------------ | ------------------ | ------------------ | ----------------------------------------------------- | ------------------ |
| 1                  | Francia            | 1:2 (0:0)          | 1 de mayo de 2015   | Suwon Corea del Sur   | Amistoso Suwon JS Cup                | -                  | -                  | 1 Archivado el 29 de mayo de 2016 en Wayback Machine. |                    |
| 2                  | Bélgica            | 2:0 (0:0)          | 3 de mayo de 2015   | Suwon Corea del Sur   | Amistoso Suwon JS Cup                | -                  | -                  | 2                                                     |                    |
| 3                  | Estados Unidos     | 1:2 (0:1)          | 11 de julio de 2015 | Carson Estados Unidos | Amistoso NTC Invitational Tournament | -                  | -                  | 3                                                     |                    |
| 4                  | Tijuana            | 1:1 (0:1)          | 13 de julio de 2015 | Carson Estados Unidos | Amistoso                             | -                  | -                  | 4                                                     |                    |
| 5                  | República Checa    | 0:1 (0:1)          | 15 de julio de 2015 | Carson Estados Unidos | Amistoso NTC Invitational Tournament | -                  | -                  | 5                                                     |                    |

| Con Uruguay Sub-20 | Con Uruguay Sub-20 | Con Uruguay Sub-20 | Con Uruguay Sub-20       | Con Uruguay Sub-20                 | Con Uruguay Sub-20                       | Con Uruguay Sub-20 | Con Uruguay Sub-20 | Con Uruguay Sub-20 | Con Uruguay Sub-20 |
| N°                 | Rival              | Resultado          | Fecha                    | Lugar                              | Competencia                              | Goles              | Asistencias        | Ref.               |                    |
| ------------------ | ------------------ | ------------------ | ------------------------ | ---------------------------------- | ---------------------------------------- | ------------------ | ------------------ | ------------------ | ------------------ |
| 1                  | Rusia              | 2:1 (0:0)          | 12 de octubre de 2015    | Montevideo · Uruguay               | Amistoso                                 | -                  | -                  | 1                  |                    |
| 2                  | Paraguay           | 2:2 (1:0)          | 24 de marzo de 2016      | Luque Paraguay                     | Amistoso                                 | -                  | -                  | 2                  |                    |
| 3                  | Paraguay           | 1:1 (1:0)          | 28 de abril de 2016      | Montevideo · Uruguay               | Amistoso                                 | -                  | -                  | 3                  |                    |
| 4                  | Chile              | 2:2 (1:1)          | 2 de junio de 2016       | Montevideo · Uruguay               | Amistoso                                 | -                  | -                  | 4                  |                    |
| 5                  | Perú               | 4:0 (0:0)          | 16 de junio de 2016      | Maldonado · Uruguay                | Amistoso                                 | -                  | -                  | 5                  |                    |
| 6                  | Guatemala          | 1:0 (1:0)          | 22 de junio de 2016      | Canelones · Uruguay                | Amistoso                                 | -                  | -                  | 6                  |                    |
| 7                  | Sel. Gaúcha        | 3:3 (2:0)          | 18 de agosto de 2016     | Canelones · Uruguay                | Amistoso                                 | -                  | -                  | 7                  |                    |
| 8                  | Chile              | 1:0 (1:0)          | 30 de agosto de 2016     | San Vicente de Tagua Tagua · Chile | Amistoso                                 | -                  | -                  | 8                  |                    |
| 9                  | Chile              | 1:0 (1:0)          | 1 de septiembre de 2016  | Santiago · Chile                   | Amistoso                                 | -                  | -                  | 9                  |                    |
| 10                 | Catar              | 1:2 (1:2)          | 18 de septiembre de 2016 | Doha Catar                         | Amistoso Torneo Cuatro Naciones          | -                  | -                  | 10                 |                    |
| 11                 | Senegal            | 1:4 (0:2)          | 28 de septiembre de 2016 | Doha Catar                         | Amistoso Torneo Cuatro Naciones          | -                  | -                  | 11                 |                    |
| 12                 | Chile              | 2:2 (1:1)          | 12 de octubre de 2016    | Talca · Chile                      | Amistoso Copa Ciudad de la Independencia | -                  | -                  | 12                 |                    |
| 13                 | Ecuador            | 2:0 (0:0)          | 16 de octubre de 2016    | Talca · Chile                      | Amistoso Copa Ciudad de la Independencia | -                  | -                  | 13                 |                    |
| 14                 | Bolivia            | 3:0 (2:0)          | 27 de enero de 2017      | Ibarra · Ecuador                   | Campeonato Sudamericano Fase de grupos   | -                  | -                  | 14                 |                    |

## Estadísticas

### Selecciones
Actualizado al 11 de febrero de 2017.
Último partido citado: Ecuador 1 - 2 Uruguay
| Sub-15 · Uruguay | 2013/14       | 1  | 0 | - | - | 4  | 0 | 5  | 0 |
| Sub-15 · Uruguay | Total sel.    | 1  | 0 | - | - | 4  | 0 | 5  | 0 |
| Sub-17 · Uruguay | 2013/14       | -  | - | - | - | 3  | 0 | 3  | 0 |
| Sub-17 · Uruguay | 2014/15       | 9  | 2 | - | - | 13 | 2 | 22 | 4 |
| Sub-17 · Uruguay | Total sel.    | 9  | 2 | - | - | 16 | 2 | 25 | 4 |
| Sub-18 · Uruguay | 2014/15       | -  | - | - | - | 5  | 0 | 5  | 0 |
| Sub-18 · Uruguay | Total sel.    | -  | - | - | - | 5  | 0 | 5  | 0 |
| Sub-20 · Uruguay | 2015/16       | -  | - | - | - | 6  | 0 | 6  | 0 |
| Sub-20 · Uruguay | 2016/17       | 1  | 0 | - | - | 7  | 0 | 8  | 0 |
| Sub-20 · Uruguay | Total sel.    | 1  | 0 | - | - | 13 | 0 | 14 | 0 |
| Total carrera | Total carrera | 11 | 2 | - | - | 38 | 2 | 49 | 4 |
| (1)Incluidos los datos del Campeonato Sudamericano Sub-15 (2013), Campeonato Sudamericano Sub-17 (2015) y Campeonato Sudamericano Sub-20 (2017) |               |    |   |   |   |    |   |    |   |

### Resumen estadístico
|                             | Partidos | Goles | Promedio |
| --------------------------- | -------- | ----- | -------- |
| Liga                        | 0        | 0     | 0,00     |
| Copas nacionales            | 0        | 0     | 0,00     |
| Copas internacionales       | 0        | 0     | 0,00     |
| Selección de Uruguay Sub-15 | 5        | 0     | 0,00     |
| Selección de Uruguay Sub-17 | 25       | 4     | 0,16     |
| Selección de Uruguay Sub-18 | 5        | 0     | 0,00     |
| Selección de Uruguay Sub-20 | 14       | 0     | 0,00     |
| Total                       | 49       | 4     | 0,08     |

## Palmarés

### Títulos internacionales
| Título                         | Equipo                      | País    | Año  |
| ------------------------------ | --------------------------- | ------- | ---- |
| Campeonato Sudamericano Sub-20 | Selección de Uruguay Sub-20 | Ecuador | 2017 |

### Títulos amistosos
| Título                             | Equipo                      | País           | Año  |
| ---------------------------------- | --------------------------- | -------------- | ---- |
| Torneo Limoges Sub-18              | Selección de Uruguay Sub-17 | Francia        | 2014 |
| NTC Invitational Tournament Sub-18 | Selección de Uruguay Sub-18 | Estados Unidos | 2015 |